# Liste der Bischöfe von Minden

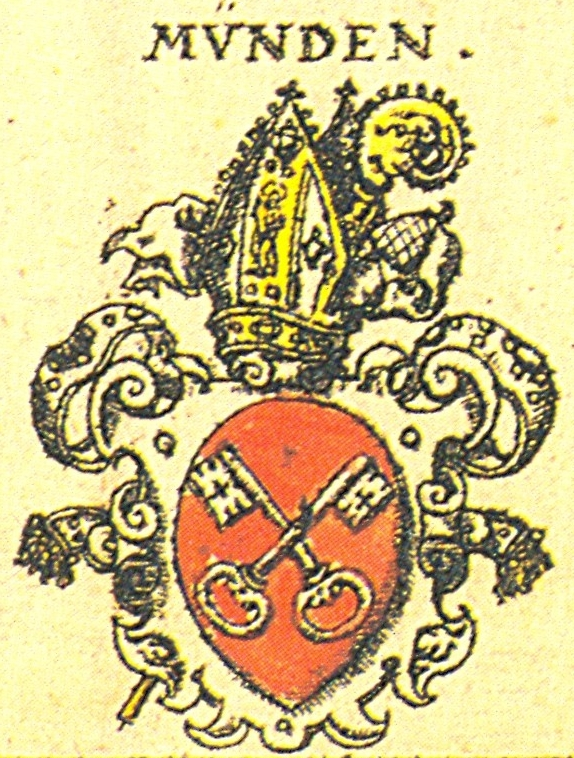
Wappen des Bistums Minden nach Siebmachers Wappenbuch von 1605

Die Bischöfe von Minden waren zunächst in erster Linie geistliche Oberhäupter des Bistums Minden. Ihr Bischofssitz war der Mindener Dom. Ihre Residenz war im Laufe der Geschichte unter anderem Schloss Petershagen und der Bischofspalast neben dem Dom. Im ottonisch-salischen Reichskirchensystem wuchs ihnen auch erhebliche weltliche Macht zu. Durch Landerwerb um Minden konnten sie das Hochstift Minden etablieren. Über dieses Territorium, das aber deutlich kleiner als das kirchliche Bistum war, herrschten sie nach der Auflösung des Stammesherzogtums Sachsen 1180 als weltliche Landesherren mit herzoglicher Gewalt. Als reichsständische Landesherren wurden sie als Fürstbischöfe bezeichnet. Die Reihe der Bischöfe zu Minden begann mit Bischof Erkanbert, der der erste Bischof nach Ausrufung des Bistums um 800 im Zuge der Sachsenmission war, und endete mit Fürstbischof Franz Wilhelm, der bis 1648 in einem durch jahrzehntelange Reformationsbestrebungen bereits weitgehend säkularisierten Gebiet herrschte. 1648 wurde das Bistum ausgesetzt und das Hochstift im Westfälischen Frieden Brandenburg-Preußen als weltliches Fürstentum Minden zugeschlagen.
Die folgenden Personen waren Bischöfe von Minden:

## Bischöfe
| Bild                               | Name                 | von  | bis  | Bemerkungen  |
| ---------------------------------- | -------------------- | ---- | ---- | ------------ |
|                                    | Erkanbert            | 803  | 813  |              |
|                                    | Hardward             | 813  | 853  |              |
|                                    | Theoderich           | 853  | 880  |              |
|                                    | Wulfhar              | 880  | 886  |              |
|                                    | Drogo                | 886  | 902  |              |
|                                    | Adalbert             | 902  | 905  |              |
|                                    | Bernhard             | 905  | 914  |              |
|                                    | Lothar               | 914  | 927  |              |
|                                    | Ebergisl             | 927  | 950  |              |
|                                    | Helmward             | 950  | 958  |              |
|                                    | Landward             | 958  | 969  |              |
|                                    | Milo                 | 969  | 996  |              |
|                                    | Ramward              | 996  | 1002 |              |
|                                    | Dietrich II.         | 1002 | 1022 |              |
|                                    | Sigebert             | 1022 | 1036 |              |
| Zeichnung der Grabplatte von Bruno | Bruno von Waldeck    | 1037 | 1055 |              |
|                                    | Egilbert aus Bayern  | 1055 | 1080 |              |
|                                    | Reinward             | 1080 | 1089 |              |
|                                    | Volkmar              | 1080 | 1096 | Gegenbischof |
|                                    | Ulrich               | 1089 | 1097 |              |
|                                    | Gottschalk           | 1097 | 1112 |              |
|                                    | Widelo               | 1097 | 1119 | Gegenbischof |
|                                    | Sigward              | 1120 | 1140 |              |
|                                    | Heinrich I.          | 1140 | 1153 |              |
|                                    | Werner aus Bückeburg | 1153 | 1170 |              |

## Fürstbischöfe
| Bild                                      | Name                                       | von  | bis         | Bemerkungen |
| ----------------------------------------- | ------------------------------------------ | ---- | ----------- | --- |
|                                           | Anno von Landsberg                         | 1170 | 1185        | erhält 1180 nach Ende des Stammesherzogtums Sachsen herzogliche Machtbefugnisse im Stift Minden |
| Thietmar                                  | Thietmar                                   | 1185 | 1206        | |
|                                           | Heinrich II.                               | 1206 | 1209        | |
|                                           | Konrad I. von Rüdenberg                    | 1209 | 1236        | |
|                                           | Wilhelm I. von Diepholz                    | 1236 | 1242        | |
|                                           | Johann von Diepholz                        | 1242 | 1253        | |
|                                           | Wedekind I.                                | 1253 | 1261        | auch Wedekind von Hoya |
|                                           | Kuno                                       | 1261 | 1266        | |
|                                           | Otto I. aus Stendal                        | 1266 | 1275        | |
|                                           | Volkwin von Schwalenberg                   | 1275 | 1293        | |
|                                           | Konrad II. von Wardenberg                  | 1293 | 1295        | |
|                                           | Ludolf von Rostorf                         | 1295 | 1304        | |
|                                           | Gottfried von Waldeck                      | 1304 | 1324        | |
| Ludwig                                    | Ludwig von Braunschweig-Lüneburg           | 1324 | 1346        | |
| Gerhard I.                                | Gerhard I. von Schauenburg                 | 1346 | 1353        | |
| Dietrich III.                             | Dietrich III. Kagelwit                     | 1353 | 1361        | |
|                                           | Gerhard II. von Schauenburg                | 1361 | 1366        | |
|                                           | Otto II. von Wettin                        | 1366 | 1368        | |
|                                           | Wittekind II.                              | 1369 | 1383        | auch Wittekind von Schalksberg |
|                                           | Otto III. von Schalksberg                  | 1384 | 1397        | |
|                                           | Gerhard III.                               | 1397 | 1398        | Gerhard III. wird beispielsweise im Lexikon des Mittelalters als Bischof erwähnt. Andere Quelle erwähnen ihn nicht. |
|                                           | Marquard von Randeck                       | 1398 | 1398        | |
|                                           | Wilhelm II. von Büschen                    | 1398 | 1402        | |
|                                           | Otto IV. von Rietberg                      | 1403 | 1406        | |
|                                           | Wilbrand von Hallermund                    | 1406 | 1436        | |
| Albrecht                                  | Albrecht von Hoya                          | 1436 | 1473        | 1420 zum Koadjutorbischof ernannt, am 23. Dezember 1436 Bischof von Minden, am 18. Februar 1437 von Papst Eugen IV. bestätigt, im April 1437 zum Priester und im Mai 1437 zum Bischof geweiht; † 25. April 1473 |
|                                           | Heinrich III. von Schauenburg (Schaumburg) | 1473 | 1508        | am 6. Mai 1473 zum Bischof bestellt, am 30. Juli 1473 vom Papst bestätigt, am 20. März 1474 zum Priester und am 1. Mai 1474 zum Bischof geweiht; † 25. Januar 1508 |
|                                           | Franz von Braunschweig-Wolfenbüttel        | 1508 | 1529        | * 1492 in Wolfenbüttel, im Mai 1508 zum Bischof bestellt und am 14. Juli 1508 von Papst Julius II. bestätigt; † 25. November 1529 als Bischof-Elekt |
| Franz II. von Waldeck                     | Franz II. von Waldeck                      | 1530 | 1553        | * 1491, am 10. Februar 1530 zum Bischof von Minden bestellt, am 18. Januar 1531 von Papst Clemens VII. bestätigt, am 1. Juni 1532 zum Bischof von Münster und am 11. Juni 1532 zum Bischof von Osnabrück bestellt, am 16. August 1532 vom Papst bestätigt, am 29. Dezember 1540 zum Priester und am 1. Januar 1541 zum Bischof geweiht; † 15. Juli 1553                                                                                          |
| Julius von Braunschweig-Lüneburg          | Julius von Braunschweig-Lüneburg           | 1553 | 1554        | * 29. Juni 1528 in Wolfenbüttel, am 23. April 1553 zum Bischof von Minden bestellt, resigniert im Februar 1554 als Bischof-Elekt; † 13. Mai 1589 |
|                                           | Georg von Braunschweig-Lüneburg            | 1554 | 1566        | * 22. November 1494 in Wolfenbüttel, (Ordensgeistlicher) im Oktober 1554 zum Bischof von Minden, Bischof von Verden und Erzbischof von Bremen bestellt, 1561 von Papst Pius IV. bestätigt; † 4. Dezember 1566 als Erzbischof-Elekt |
|                                           | Hermann von Schauenberg (Schaumburg)       | 1567 | 1582        | * 1. November 1545, am 9. Januar 1567 zum Bischof bestellt, am 29. Mai 1573 von Papst Pius IV. bestätigt, resigniert am 29. Januar 1582; † 5. März 1592 |
| Heinrich Julius von Braunschweig-Lüneburg | Heinrich Julius von Braunschweig-Lüneburg  | 1582 | 1585        | * 15. Oktober 1567 in Wolfenbüttel, am 7. Dezember 1578 zum Bischof von Halberstadt, im Februar 1582 zum Bischof von Minden bestellt, resigniert auf beide Bischofssitze am 25. September 1585 als Bischof-Elekt; † 20. Juli 1613 |
| Sedisvakanz                               | Sedisvakanz                                | 1585 | 1587        | |
|                                           | Anton von Schauenburg (Schaumburg)         | 1587 | 1599        | * 8. März 1549, am 11. September 1587 zum Bischof bestellt; † 21. Januar 1599 als Bischof-Elekt |
| Christian der Ältere                      | Christian von Braunschweig-Lüneburg        | 1599 | 1625        | am 7. Februar 1599 zum Bischof-Elekt gewählt |
| Sedisvakanz                               | Sedisvakanz                                | 1625 | 1631        | Nach dem Lexikon des Mittelalters war das Bischofsamt von 1625 bis 1631 vakant. Andere Quellen führen Christian von Braunschweig-Lüneburg bis 1629, 1630 oder 1631 oder sogar bis zu seinem Tod im November 1633 als Bischof. Minden wurde aber bereits 1625 durch den katholischen Tilly in der Gegenreformation besetzt. Ab spätestens 1631 regierte bereits sein katholischer Nachfolger Franz Wilhelm in Minden.                             |
| Franz Wilhelm, Graf von Wartenberg        | Franz Wilhelm, Graf von Wartenberg         | 1631 | 1648 (1634) | * 1. März 1593 in München aus einer Nebenlinie der Wittelsbacher, von Papst Urban VIII. am 26. Januar 1630 als Bischof der nahezu säkularisierten Bistümer Verden und Minden bestellt, flüchtete vor den Schweden nach Köln; † 1. Dezember 1661 als Kardinal, Fürstbischof von Osnabrück seit 1625 und Bischof von Regensburg seit 1649. Seine Zeit als Bischof in Minden endet de facto bereits im November 1634 wegen seiner Flucht nach Köln. |

Hinweis: Die vom Domkapitel gewählten Personen, werden zunächst als Bischof-Elekt bezeichnet. Mit der Bestätigung durch den Papst erhalten sie das Recht auf den Bischofstitel. Verweigert der Papst einem Bischof-Elekt aufgrund seiner mangelnden katholischen Gesinnung oder Eignung die Bestätigung, so werden sie während der Reformationszeit häufig als (protestantische) Administratoren bezeichnet. Dazu zählen beispielsweise Christian von Braunschweig-Lüneburg, Julius von Braunschweig-Lüneburg und Heinrich Julius von Braunschweig-Lüneburg.

## Literatur

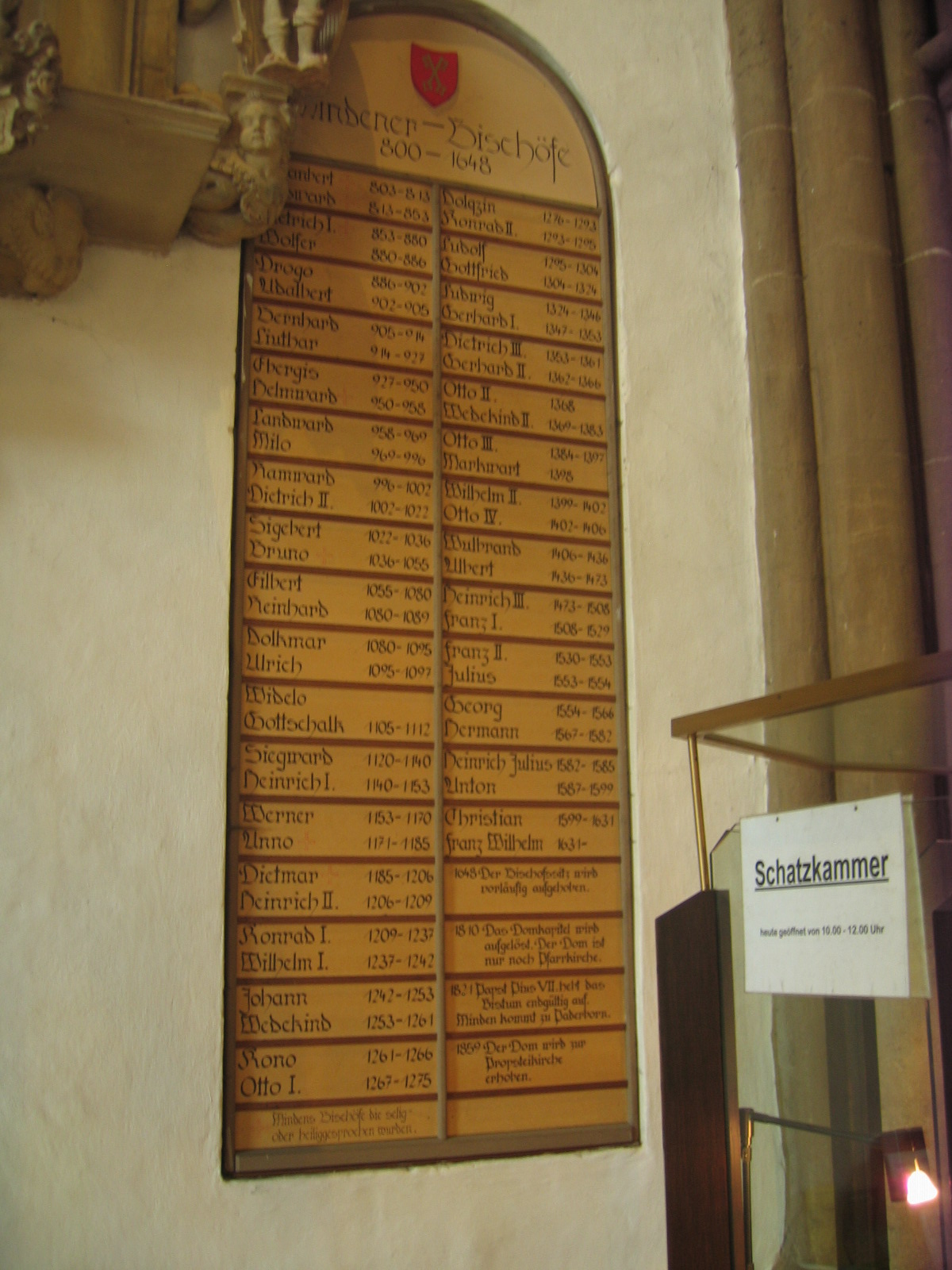
Foto einer Tafel im Mindener Dom mit einer Liste der Mindener Bischöfe